# Leucosyrinx sansibarica
Leucosyrinx sansibarica é uma espécie de gastrópode do gênero Leucosyrinx, pertencente a família Pseudomelatomidae.